# Юзеф Косинський

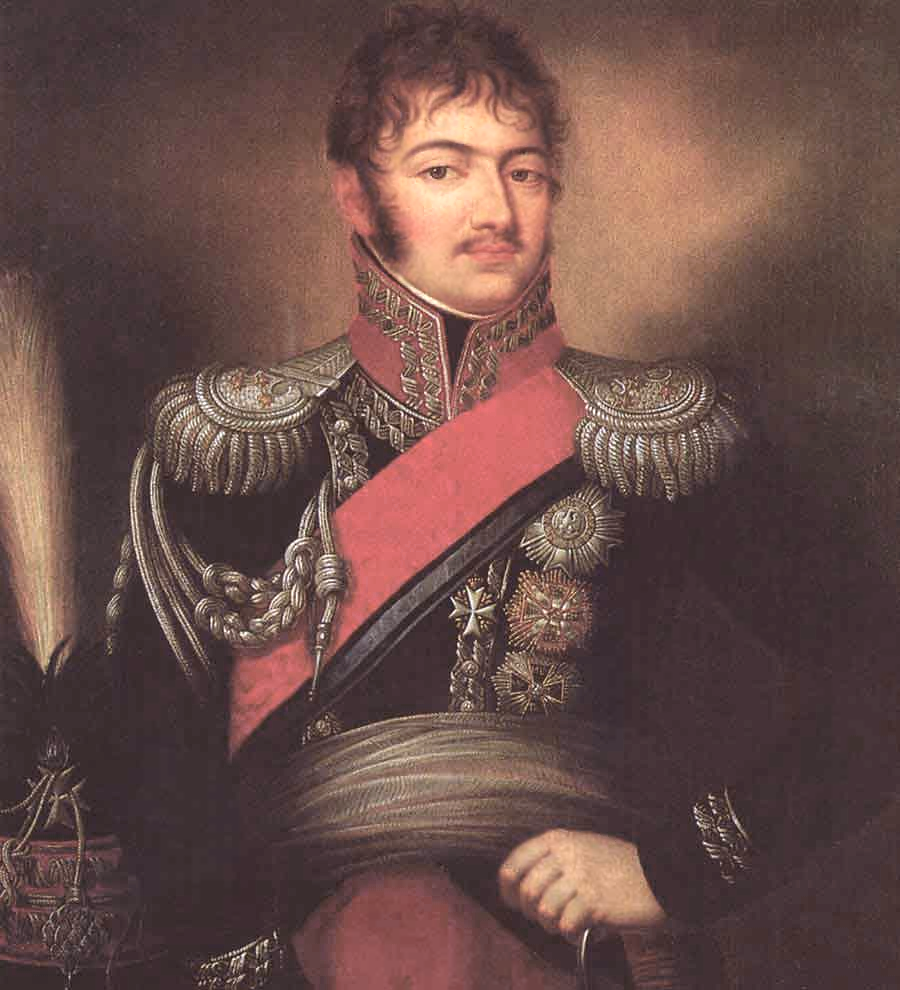
Юзеф Косинський. Портрет Юзефа Понятовського.

Юзеф Косинський (пол. Józef Kosiński, 1753, Краків — 1 квітня 1821, Варшава) — польський художник.

## Життя й творчість
Юзеф Косинський народився в шляхетській родині в Кракові, гербом якої був Рогаля. Старший брат барона Михайла Косинського (1773—1835). Свій титул Михайло заповідав єдиному племіннику (сину Юзефа). Указом Урядового Сенату від 21 серпня 1836 р. полковнику Юзефу-Яну Косинському було дозволено прийняти заповіданий йому баронський титул.
Навчався живопису в італійського художника Марчелло Баччареллі. Здійснив подорож до Італії. Пізніше Ю. Косинський перебував придворним художником при дворі польського короля Станіслава Августа. Від короля був нагороджений медаллю Медаль Merentibus (Заслужений). Із 1789 року отримував щомісячну пенсію у розмірі 10 дукатів.
Ю. Косинський малював портрети короля й придворних, а також відомих діячів свого часу — Тадеуша Костюшко, Ізабелли Чарториської, Мауріція Гауке. Писав як аквареллю, так і оліями. У Варшаві навчав багатьох учнів. Повністю малював портрети не завжди, частенько даючи їх завершити учням. Більшість робіт Ю. Косинського знаходяться в музеях Варшави й Кракова.
У 1791—1794 рр. підтримував тісні дружні відносини австрійським художником — портретистом Йосифом Грассі, що працював у Варшаві.

## Обрані роботи
- Автопортрет
- Портрет Яни Грудзинської
- Портрет офіцера
- Портрет Тадеуша Костюшко
- Портрет жінки Марії
- Портрет сина Яна